# Lý Phúc Nam
Yi Bok-nam (tiếng Hàn: 이복남/ 李福男, 28 tháng 6, 1555 - 16 tháng 8, 1597), là tướng quân của triều đại, nhà chính trị Hàn Quốc Nhà Triều Tiên. Biểu tự Subo (tiếng Hàn: 수보/ 綏甫), bao gồm thụy hiệu Chungjang công tước (tiếng Hàn: 충장공/ 忠壯公 (Trung Tráng công)/ Chungjang-gong).
Năm 1588, ông đã vượt qua bài kiểm tra đơn vị. Năm 1592, ông được bổ nhiệm đến Najupangwan (나주판관). Vào tháng 4 năm 1592, Nhật Bản đã tấn công Triều Tiên, Chiến tranh Nhật Bản-Triều Tiên(壬辰倭亂 / 임진왜란).
Vào tháng 7 năm 1592, ông là người chiến thắng trong trận chiến Ungchi (熊峙戰鬪 / 웅치전투), ở Jeonju. Năm 1593, ông được bổ nhiệm đến Jeonra Bangosa (전라방어사), Chungcheong jobangjang (충청조방장), năm 1594 bổ nhiệm Namwon busa (남원부사), Jeonrado Byongmajuldosa (전라도병마절도사), Năm 1595, bổ nhiệm Najumaksa (羅州牧使 / 나주목사). Vào tháng 1 năm 1597, ông được tái bổ nhiệm vào Jeonrado Byongmajuldosa. Nhưng tháng 15 năm 1597, Nhật Bản đã tấn công lại. Anh ta là trận chiến của lâu đài Namwon, nhưng Bị đánh bại. Anh ấy đã tự tử bằng lửa.
Năm 1604, truy phong ông làm Tuyên vũ won jong công thần đệ nhất (宣武原從功臣一等 / 선무원종공신일등), Byụngopanmseo (兵曹判書 / 병조판서) và Chwancjansung (左贊成 / 좌찬성).